# Koleśniki (Ukraina)
Koleśniki (ukr. Колесники, Kołesnyky) – wieś na Ukrainie, w obwodzie rówieńskim, w rejonie rówieńskim, w hromadzie Buhryń. W 2001 liczyła 308 mieszkańców.
Własność Jełowieckich. W okresie międzywojennym wieś znajdowała się w granicach II RP, wchodząc w skład gminy Buhryń w powiecie rówieńskim, w województwie wołyńskim.